# Mojka
Mojka (ukrainisch Мойка; russisch Мойка Moika) ist ein Dorf im Nordwesten der ukrainischen Oblast Charkiw mit etwa 30 Einwohnern.
Das Dorf wurde 1688 zum ersten Mal schriftlich erwähnt und liegt am Fluss Chuchra (Хухра), 33 Kilometer westlich der Rajonshauptstadt Bohoduchiw und 86 Kilometer nordwestlich der Oblasthauptstadt Charkiw, die Grenze zur Oblast Sumy verläuft westlich des Ortes
Am 12. Juni 2020 wurde das Dorf ein Teil der neugegründeten Siedlungsgemeinde Krasnokutsk, bis dahin war es Teil der  Landratsgemeinde Kapluniwka (Каплунівська сільська рада/Kapluniwska silska rada) im Süden des Rajons Krasnokutsk.
Am 17. Juli 2020 kam es im Zuge einer großen Rajonsreform zum Anschluss des Rajonsgebietes an den Rajon Bohoduchiw.